# Private Music (álbum)
Private Music (estilizado como private music) é o décimo álbum de estúdio da banda americana de metal alternativo Deftones. Seu lançamento está previsto para 22 de agosto de 2025, pela Reprise Records e Warner Records. O disco foi precedido pelo single "My Mind Is a Mountain". A produção ficou por conta de Nick Raskulinecz, que já havia trabalhado com o grupo nos álbuns Diamond Eyes (2010) e Koi No Yokan (2012).

## Lista de Faixas
Durações das faixas retiradas do Qobuz.
| Private Music  |                                  |         |  |
| N.º            | Título                           | Duração |  |
| 1.             | "My Mind Is a Mountain"          | 2:50    |  |
| 2.             | "Locked Club"                    | 2:52    |  |
| 3.             | "Ecdysis"                        | 3:28    |  |
| 4.             | "Infinite Source"                | 3:32    |  |
| 5.             | "Souvenir"                       | 6:10    |  |
| 6.             | "CXZ"                            | 3:12    |  |
| 7.             | "I Think About You All the Time" | 4:08    |  |
| 8.             | "Milk of the Madonna"            | 4:08    |  |
| 9.             | "Cut Hands"                      | 3:01    |  |
| 10.            | "Metal Dream"                    | 3:02    |  |
| 11.            | "Departing the Body"             | 5:59    |  |
| Duração total: | Duração total:                   | 42:22   |  |

Notas
- Todas as faixas estão estilizadas com letras minúsculas, com exceção de "CXZ", que aparece como "cXz".
- A faixa "Metal Dream" é estilizada como "~metal dream".